# Люлебургасько-Бунархисарська операція (1912)
Люлебургасько-Бунархисарська операція — битва за місто Люлебургаз між болгарськими та турецькими військами (28 жовтня — 3 листопада 1912 року).

## Історія
Після поразки в Лозенградській операції турецькі війська (до 120 тис.) під командуванням Абдалах-паші змогли перегрупуватися і організувати протидію наступаючій болгарській армії Радко Дмитрієва в районі Люлебургаза (Аркадіополь). 30 жовтня турецька армія вчинила контрзаходи. Однак в результаті кровопролитних боїв болгарські війська прорвали лінію турецької оборони і взяли місто, розгромивши 4-й корпус Східної армії Абдалах-паші, війська якого почали відходити на Чаталджинські позиції.
В ході Люлебургасько-Бунархисарської операція турки втратили 30 000 солдатів і 3/4 артилерії, болгари — 15 000.

## Галерея

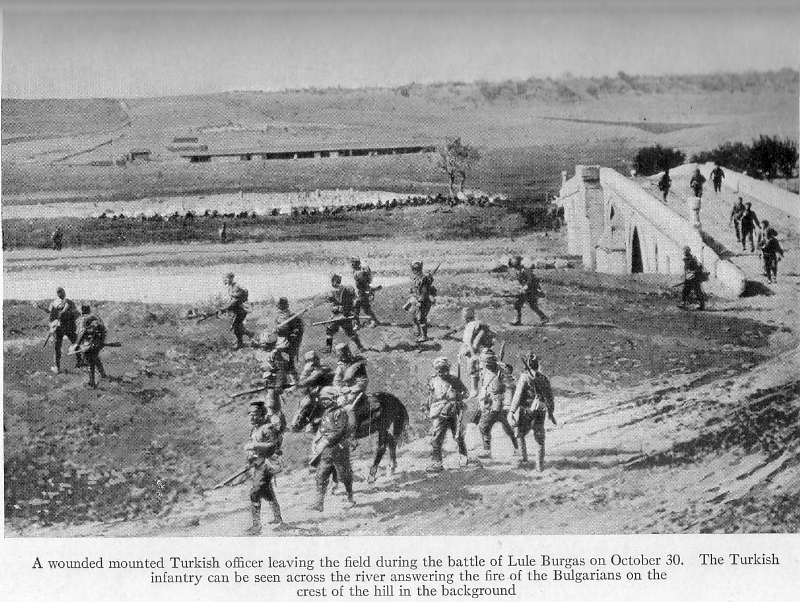
Османські війська покидають поле під час битви під Люлебургазом
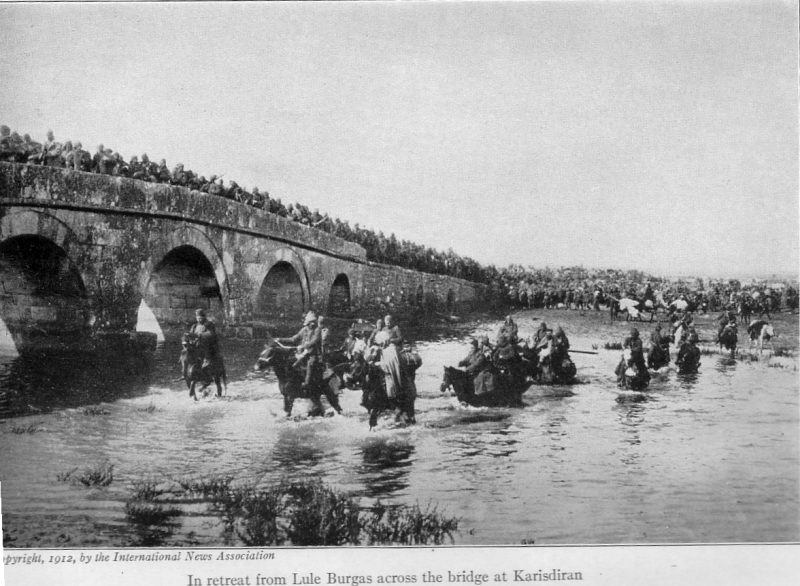
Османські війська відступають від Люлебургаза через міст у Карисдірані